# Brasilodontidae
De Brasilodontidae zijn een familie van cynodonten die tijdens het Trias in Zuid-Amerika leefden. De familie is nauw verwant aan de zoogdieren. Brasilodonten waren kleine insectivoren.

## Indeling
De familie Brasilodontidae omvat de volgende geslachten:
- Brasilitherium
- Brasilodon
- Minicynodon
- Panchetocynodon
- Protheriodon

## Fossielen
Zoals de familienaam aangeeft, zijn fossielen van brasilodonten met name gevonden in Brazilië. De vondsten zijn gedaan in de Rosário do Sul-groep en dateren uit het Midden- en Laat-Trias.